# Unciaal 059
Unciaal 059 (Gregory-Aland), ε 09 (von Soden), is een van de Bijbelse handschriften. Het dateert uit de 4e of 5e eeuw en is geschreven met hoofdletters (uncialen) op perkament.

## Beschrijving
Het bevat de tekst van de Evangelie volgens Marcus (15,29-38). De gehele Codex bestaat uit 1 blade (19 x 13 cm) en werd geschreven in een kolom per pagina, 19 regels per pagina.
De Codex is een representant van het Alexandrijnse tekst-type, Kurt Aland plaatste de codex in Categorie III.

## Geschiedenis
Het handschrift werd onderzocht door Karl Wessely.
Het handschrift bevindt zich in de Österreichische Nationalbibliothek (Pap. G. 39779; Pap. G. 36112) in Wenen.